# James Hervey Johnson
James Hervey Johnso, né le 2 août 1901 en Oregon et mort le 6 août 1988 à San Diego, Californie était un libre-penseur athée américain, écrivain et rédacteur en chef de The Truth Seeker (fondé en 1873), anciennement dirigé par Charles Lee Smith. 

## Premières années
Né en Oregon, sa famille a déménagé à San Diego dans sa jeunesse. Il a réalisé ses études à la San Diego Army-Navy Academy. S'associant à son père dans le monde des affaires, il est, à l'âge de 30 ans, millionnaire. Dans les années 1930, Johnson fut élu évaluateur des impôts du comté, mais perdit l'élection suivante lorsqu'il y défendit l'imposition des églises. 

## Leader de la pensée libre
Très tôt libre-penseur, Johnson est devenu un acteur important du mouvement de la libre-pensée de la région de San Diego, organisant des dîners annuels en l'honneur de ses modèles, Robert Green Ingersoll et Thomas Paine. Il était également admirateur de l'ex-prêtre catholique libre-penseur et écrivain rationaliste Joseph McCabe .

## Tentatives de meurtre, incendie criminel et accident de voiture
À la fin des années 1960/début des années 1970, un Afro-Américain s'est présenté au siège de la société au centre-ville de San Diego, en Californie avec un cocktail Molotov. Le 3 octobre 1981, un autre assaillant a incendié son domicile pendant qu'il y dormait, le brûlant, et détruisant la grande bibliothèque laissée par Charles Lee Smith à Johnson. Le 14 octobre 1981, il est renversé par une voiture et passe plusieurs semaines dans un hôpital. Pendant cette période, sa propriété est cambriolée. Il a finalement reçu un dédommagement de 50 000 dollars de la part de la compagnie d’assurance automobile.

## Des années plus tard
Après l'accident, il ne recouvra jamais totalement sa santé et, sur le conseil d'amis, abandonna la défense de positions sur la suprématie blanche et l'antisémitisme, pour se concentrer essentiellement sur la défense de l'athéisme et de la pensée libre, notamment par le biais d'une campagne contre la circoncision masculine. En 1984, la diffusion de sa revue The Truth Seeker ayant chuté à seulement 300 exemplaires, il cessa de la publier.

## Des publications
- Hommes supérieurs (1949) [2]
- Il n'y a pas de Dieu (1952)
- La religion est une fraude gigantesque [3]
- Stock Stocking réussi (2e édition, 1984) [4]